# Aloe peckii
Aloe peckii ist eine Pflanzenart der Gattung der Aloen in der Unterfamilie der Affodillgewächse (Asphodeloideae). Das Artepitheton peckii ehrt Major E. A. Peck.

## Beschreibung

### Vegetative Merkmale
Aloe peckii wächst stammlos, ist einfach oder bildet kleine dichte Gruppen. Die 14 bis 16 lanzettlich Laubblätter bilden dichte Rosetten. Die olivgrüne Blattspreite ist 16 Zentimeter lang und 6 Zentimeter breit. Auf ihr befinden sich in der Regel viele verlängerte, weißlichgrüne Flecken. Die stechenden, bräunlichen Zähne am Blattrand sind etwa 3 bis 4 Millimeter lang und stehen 6 bis 10 Millimeter voneinander entfernt. Der Blattsaft trocknet dunkelbraun.

### Blütenstände und Blüten
Der Blütenstand weist sechs bis acht Zweige auf und erreicht eine Länge von 60 bis 80 Zentimeter. Die ziemlich dichten, zylindrischen Trauben sind 15 bis 20 Zentimeter lang und 5 Zentimeter breit. Die eiförmig verschmälerten, hellbraunen Brakteen weisen eine Länge von 10 bis 12 Millimeter auf und sind 4 Millimeter breit. Die strohfarbenen bis grünlich gelben Blüten stehen an 10 Millimeter langen Blütenstielen. Sie sind 25 bis 30 Millimeter lang und an ihrer Basis kurz verschmälert. Auf Höhe des Fruchtknotens weisen die Blüten einen Durchmesser von 7 Millimeter auf. Darüber sind sie leicht verengt und schließlich zu Mündung leicht erweitert. Ihre äußeren Perigonblätter sind auf einer Länge von etwa 14 Millimetern nicht miteinander verwachsen. Die Staubblätter ragen 2 bis 4 Millimeter aus der Blüte heraus.

### Genetik
Die Chromosomenzahl beträgt {\displaystyle 2n=14}.

## Systematik und Verbreitung
Aloe peckii ist in Somalia meist im Schatten auf Gipsböden in Höhen von etwa 1500 Metern verbreitet.
Die Erstbeschreibung durch Peter René Oscar Bally und Inez Clare Verdoorn wurde 1956 veröffentlicht.

## Nachweise